# Fjärås station
Fjärås station is een plaats in de Zweedse gemeente Kungsbacka in de provincie Hallands län en het landschap Halland. De plaats heeft 114 inwoners (2005) en een oppervlakte van 22 hectare. Fjärås station wordt voornamelijk omringd door landbouwgrond deze gaat echter al vrij snel over in bos. Langs de plaats loopt een spoorweg en niet al te ver van Fjärås station loopt de Europese weg 20/Europese weg 6. De stad Kungsbacka ligt ongeveer tien kilometer ten noorden van het dorp.